# Месяц в деревне (спектакль, 1977)
«Месяц в деревне» — спектакль Московского драматического театра на Малой Бронной по одноимённой пьесе И. С. Тургенева, поставленный в 1977 году Анатолием Эфросом. Спектакль был записан для телевидения в 1983 году.

## Сюжет
Сыну богатых помещиков, Натальи Петровны и Аркадия Сергеича Ислаевых, нанимают молодого учителя Беляева. Вскоре Наталья Петровна понимает, что влюблена в него. Пользуясь своим положением и умом, она выведывает у Верочки, её воспитанницы 17 лет, что та в свою очередь тоже любит Беляева. Видя в Верочке соперницу, Наталья Петровна пускает в ход разные хитрости и даже задумывает выдать Верочку за пожилого и глупого соседа Большинцова. В течение всего действия Ракитин, друг семьи, стремится образумить Наталью Петровну…

## В ролях
- Ольга Яковлева — Наталья Петровна
- Леонид Броневой — Игнатий Ильич Шпигельский
- Иван Шабалтас — Алексей Николаевич Беляев
- Олег Вавилов — Михайло Александрович Ракитин
- Исаак Кастрель — Аркадий Сергеич Ислаев
- Анна Каменкова — Верочка
- Мария Адрианова — Анна Семёновна Ислаева
- Альбина Матвеева — Лизавета Богдановна
- Кирилл Глазунов — Афанасий Иванович Большинцов

## Создатели спектакля
- Постановка: Анатолий Эфрос
- Художник: Дмитрий Крымов

В спектакле звучит музыка из произведений Моцарта и Россини

### Создатели телеверсии
- Оператор: Борис Лазарев.

185 мин